# Малабо (аэропорт)

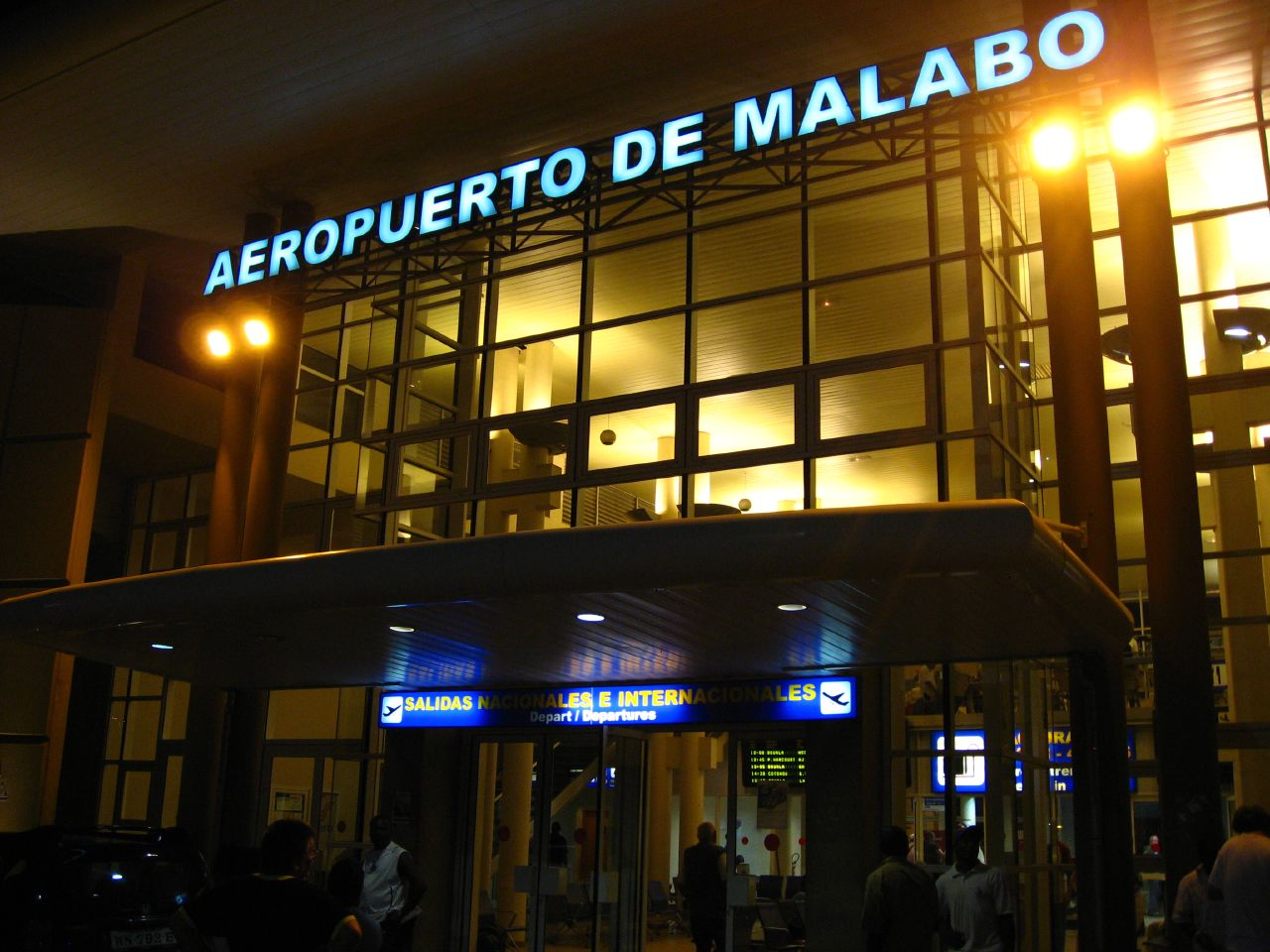
Главный вход в аэропорту.

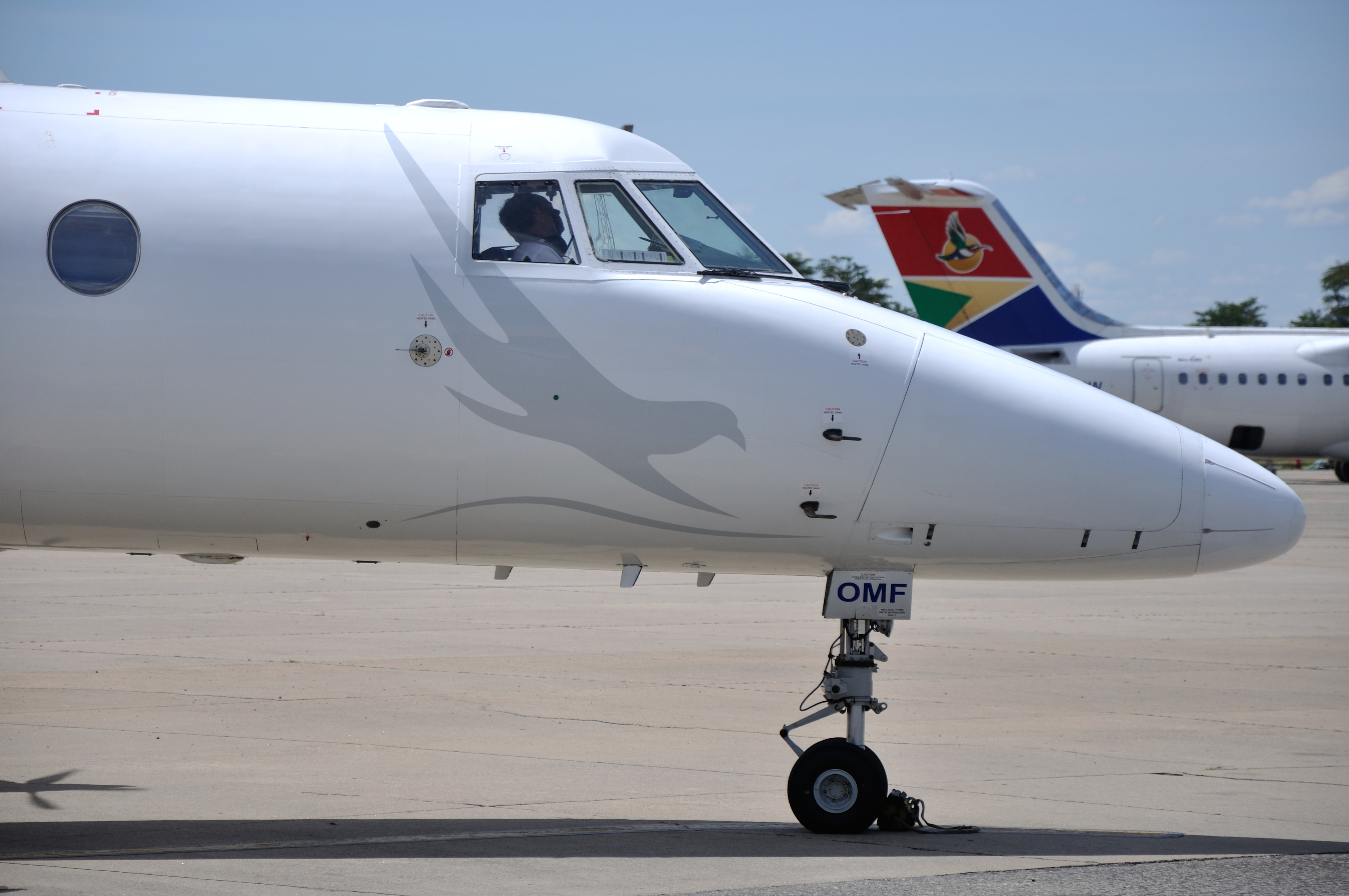
Самолёты в аэропорту Малабо, апрель 2013.

Международный аэропорт Малабо ((ИАТА: SSG, ИКАО: FGSL); исп. Aeropuerto Internacional de Malabo), ранее — Аэропорт Санта-Изабель — международный аэропорт, расположенный в Пунта-Европа, Северный Биоко, Экваториальная Гвинея. Аэропорт назван в честь столицы Малабо, расположенной примерно в 9 км к востоку от аэропорта.
До обнаружения нефти у побережья Экваториальной Гвинеи в середине 90-х аэропорт представлял собой сборный металлический терминал, который обслуживал только один международный рейс, и несколько правительственных рейсов. Сегодня он используется Air France, Iberia, Royal Air Maroc, Lufthansa, Ethiopian Airlines, Kenya Airways, а также другие европейские компании и большое количество грузовых рейсов со всего мира. Помимо вышеперечисленного, он функционирует как оперативная база для трёх национальных компаний, которые работают внутри и за пределами Экваториальной Гвинеи.

## История
Во время гражданской войны в Нигерии аэропорт использовался как база для рейсов в Биафру. В 2004 году старый жестяной сарай был заменен зданием, приспособленным для нужд проходящих через него пассажиров. В настоящее время аэропорт с комфортом принимает больший объем международных перевозок, хотя иногда очевидно его необходимое расширение. Несмотря на недавний прогресс, сегодня аэропорт Малабо является лишь одним из двух аэропортов с твердым покрытием в стране. Также строятся и близятся к завершению аэропорты Монгомо и Кориско. Другой – международный аэропорт Бата, расположен в континентальной части Экваториальной Гвинеи. В ангарах могут разместиться большие самолеты, такие как McDonnell Douglas DC-10 или C-130 Hercules. В 2001 году пассажиропоток аэропорта составил 34 500 пассажиров.

## Пассажиропоток
Данные из запроса в Викиданные.